# Indonesia en los Juegos Paralímpicos de Londres 2012
Indonesia estuvo representada en los Juegos Paralímpicos de Londres 2012 por cuatro deportistas, tres hombres y una mujer.

## Medallistas
El equipo paralímpico indonesio obtuvo las siguientes medallas:
| Nombre       | Deporte       | Evento                  |
| ------------ | ------------- | ----------------------- |
| Oro          |               |                         |
| —            |               |                         |
| Plata        |               |                         |
| —            |               |                         |
| Bronce       |               |                         |
| David Jacobs | Tenis de mesa | Individual 10 masculino |